# 高橋万里江
高橋 万里江（たかはし まりえ）は日本の女性声優。

## 出演

### ゲーム
- FRAGMENTS BLUE（機械音声・空港のアナウンス）

### 舞台
- 「宍戸町フォーチュンきっす」～世にも微妙な物語～（女生徒Ｂ）

| スタブアイコン | サブスタブ | この項目は、まだ閲覧者の調べものの参照としては役立たない、声優（ナレーターを含む）に関連した書きかけの項目です。この項目を加筆・訂正などしてくださる協力者を求めています（P:アニメ/PJ:芸能人）。 |